# Grote Volksverhuizing

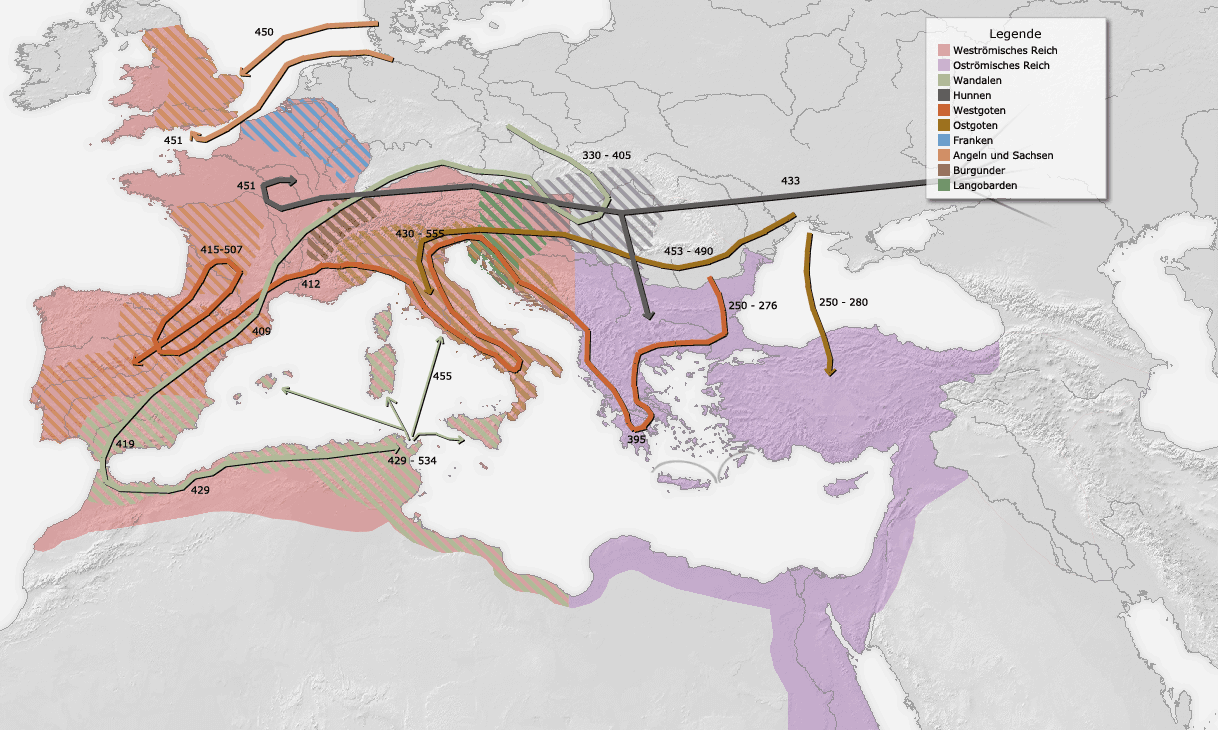
Grote Volksverhuizing: Belangrijkste verhuizingstromen

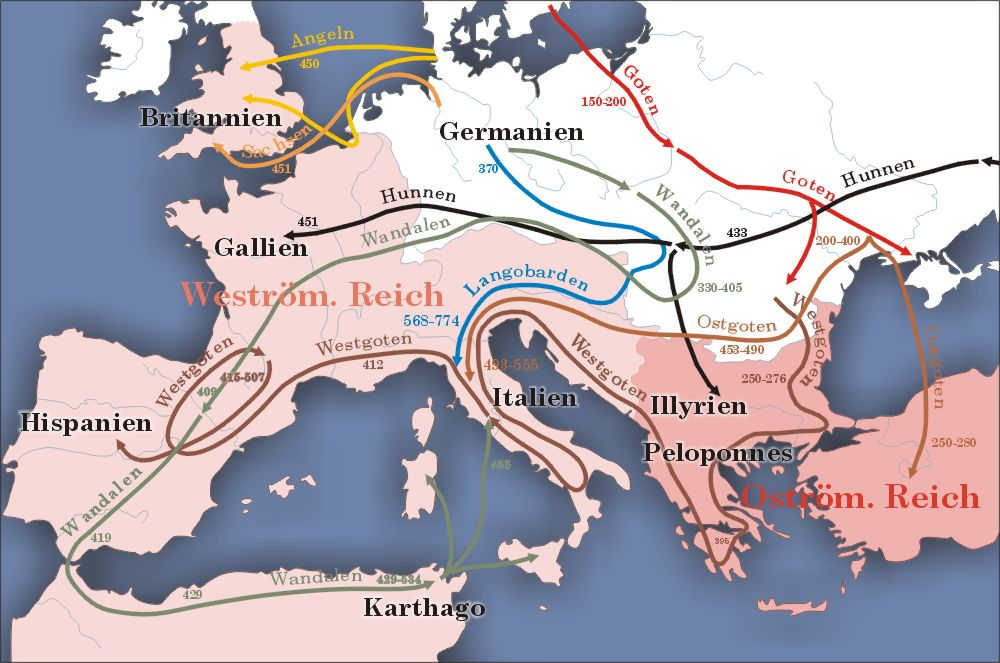
De Grote Volksverhuizing tussen de 4e en 5e eeuw

Met Grote Volksverhuizing doelt de geschiedschrijving op de grote, menselijke migratie die, naar algemeen wordt verondersteld, vanaf het einde van de klassieke oudheid in de oude wereld heeft plaatsgevonden. Met name gaat het om het zich vestigen van meerdere Germaanse stammen in het late Romeinse Rijk, tussen de 4e en de 6e eeuw.

## Overzicht en betekenis
De Grote Volksverhuizing vond plaats in de nadagen van het West-Romeinse Rijk. Opgejaagd door de oprukkende Hunnen en grote overstromingen, en aangelokt door de welvarendheid van de bevolking in het politiek verzwakte West-Romeinse Rijk, trokken vanaf de vierde eeuw meerdere, voornamelijk Germaanse stammen het gebied binnen. In het veel sterkere Oost-Romeinse of Byzantijnse Rijk kregen zij geen vaste voet aan de grond.
Al in de 3e eeuw sloten de Romeinen verdragen met Germanen aan gene zijde van de grens. In die verdragen werd bepaald dat Germanen in het rijk mochten komen wonen, mits zij zich onderwierpen aan de Romeinse wetten. Hiermee werden deze Germanen officieel foederati (bondgenoten) van de Romeinen. Ze werden gebruikt als buffer tegen andere invallers. Zo kwamen onder meer de Salische Franken in de Rijndelta het rijk binnen. 
Aanvankelijk werden de niet-Romeinen ingedeeld in aparte hulptroepen, de auxiliae, maar later ook in de legioenen. Volgens de met de Romeinen gesloten verdragen mochten de ingelijfde barbaren dikwijls onder hun eigen aanvoerders dienen, wat de integratie in de Romeinse maatschappij niet ten goede kwam. Door verschillende oorzaken meldden zich bovendien steeds minder autochtone Romeinen voor het leger, waardoor een toenemende 'barbarisatie' van het leger plaatsvond. Doordat de Romeinen steeds afhankelijker werden van de militaire steun van de Germanen kregen de laatsten meer macht: generaals en officieren waren op den duur meestal van Germaanse afkomst. Eind 4e eeuw verdedigde Stilicho, zoon van een Vandaalse soldaat, als generaal het rijk tegen de binnenvallende Visigoten. De laatste West-Romeinse keizer werd in 476 door de Germaanse krijgsheer Odoaker, officieel een generaal in het Romeinse leger, afgezet. 
De koninkrijken die de Germanen stichtten op de restanten van het West-Romeinse Rijk, vormden de basis van de maatschappelijke orde van het middeleeuwse Europa. Hoewel zij de politieke macht in handen namen, waren de meeste Germaanse landverhuizers die zich binnen het vroegere Romeinse Rijk vestigden, binnen enkele generaties in taal en gewoonten geassimileerd met de gallo-romaanse bevolking. Sinds de algemene aanvaarding van de Pirenne-these in de historiografie, worden de volksverhuizingen niet meer als dé cesuur tussen oudheid en middeleeuwen gezien. De meeste Germaanse stammen waren al tot de Ariaanse variant van het christendom bekeerd voordat ze het rijk binnenvielen, en bekeerden zich vervolgens geleidelijk tot de katholieke variant van hun Romeinse onderdanen. Ze namen daarbij zoveel mogelijk instituties over. Hierdoor was de overgang van de laat-Romeinse tijd naar de middeleeuwen een geleidelijke.

### Historiografie
Volgens nieuwe wetenschappelijke inzichten luidde de val van het Romeinse Rijk geen tijd in van armoede, barbarij en cultureel verval. De volksverhuizingen zouden niet zo omvangrijk zijn geweest als lange tijd is verondersteld en de economie speelde zich niet slechts af op lokaal niveau. Er waren uitgebreide handelsnetwerken, die de Romeinse wegen over land bleven gebruiken. Er ontwikkelden zich nieuwe samenlevingen waarvan niet de elite, zoals lang onderwezen, maar de landelijke bevolking de motor was. De ‘gewone vroege middeleeuwer’ had toegang tot exotische goederen en kleurde daarmee de cultuur.

## Klimaat
In de 4e eeuw was er sprake van een klimaatverandering op het Euraziatisch continent. In Europa kwam dat tot uiting in een stijging van de zeespiegel en een malaria-uitbraak in het Noordzeegebied. In Azië was er sprake van een sterke afname van het zoutgehalte van het Aralmeer, een dodelijk gewijzigde vegetatie op de steppen en van andere patronen in de gletsjerverschuivingen in het Tiensjan-gebergte. De gewijzigde situatie op de steppe heeft mede een rol gespeeld in de opmars van de Hunnen naar het westen.

## Misleidende termen ‘Germaans’ en 'barbaren'
Men moet zich de verscheidene stammen die als 'Germaans' of als 'barbaren' werden aangeduid niet als hechte etnische en culturele eenheden voorstellen. De naam “volksverhuizing” is in wezen misleidend omdat het niet om bewegingen van één volk ging. Het ging bij de migrerende “volkeren”, of bij groepen op rooftocht, dikwijls eerder om coalities van clans die zich voor de gelegenheid met de naam van een stam tooiden, of die door de romeinen met een bestaande naam wordt aangeduid. Zo zijn de Friezen uit vroegmiddeleeuwse bronnen niet een op een te identificeren met de Friezen die door de Romeinse geschiedschrijver Tacitus worden genoemd. De Germanen beschouwden zichzelf niet als één volk of één groep, dit was het werk van de Romeinse leiders en schrijvers.

### Termen als oprukken, binnenvallen en veroveren
Termen als oprukken, binnenvallen en veroveren geven evenmin een goed beeld van de gebeurtenissen. Ze wekken de indruk dat de migratiegolven op een militaire manier, van hogerhand waren georganiseerd. Om allerlei redenen vertrokken grote groepen mensen uit hun woongebieden, zoals overstromingen, of vanwege machthebbers die hun onderdanen met geweld een bepaald geloof opdrongen. Ook hier speelt de woordkeus van geschiedschrijvers en ooggetuigen, vaak op schrift gesteld in opdracht van machthebbers, een rol. Moderne geschiedwetenschappers streven naar een rijker geschakeerd beeld van deze periode.

## Germanen

### Visigoten
De Visigoten stroomden in 376 de Balkan binnen en vestigden zich in Thracië en Moesië, het gebied van het huidige Servië, plus Bulgaarse en Roemeense gebieden aan de benedenloop van de Donau. In 410 plunderde een groep Rome onder leiding van Alarik. Zij trokken verder westwaarts, en vestigden zich in 418 in Aquitanië, waar zij het koninkrijk Toulouse stichtten, dat rond 500 van Cádiz in het zuiden, tot Nantes in het noorden reikte. Toen ze in 507 Aquitanië verloren aan de Franken, verdreven ze de Vandalen uit Andalusië en stichtten ze een nieuw koninkrijk op het Iberisch Schiereiland. Na een nederlaag in 711, bij Jerez de la Frontera tegen de zojuist binnengevallen Moren, werden ze teruggedrongen in een klein koninkrijkje in het noorden, het huidige Asturië. De Visigoten verloren daarna hun identiteit als volk.

### Ostrogoten
De Ostrogoten versloegen in 488 Odoaker en belandden rond 490 in West-Europa. In 493 drongen ze dieper door in Italië en veroverden Ravenna. Zij werden in 552 door Byzantijnse generaals onderworpen.

### Angelen, Saksen, Juten en Friezen
De Angelen, Saksen, Juten en Friezen staken vanaf de 5e eeuw vanuit Noord-Duitsland, Friesland en Jutland over naar Groot-Brittannië, verdreven de oorspronkelijke Keltische bevolking naar de westelijke en noordelijke uithoeken van het eiland en stichtten hun eigen koninkrijken. Hieruit ontstond Angelsaksisch Engeland, dat zich via de zogenoemde heptarchie onder druk van de latere invallen van de Vikingen rond 900 ontwikkelde tot een politieke eenheid onder Alfred de Grote.

### Salische Franken
De Salische Franken ten slotte, kwamen het Romeinse Rijk binnen in Toxandrië in 358. In 440 stichtten ze een koninkrijk met als centrum Doornik. Ze breidden hun rijk steeds verder uit naar het zuiden, onder Childerik tot aan de Somme, later onder Clovis tot aan de Loire. Bij de dood van Clovis in 511 hadden ze bijna de volledige provincie Gallië onder controle dat voortaan Frankrijk zou heten, het rijk van de Franken. Clovis behoorde tot de eerste dynastie van dit Rijk der Franken: de Merovingische dynastie.

### Andere Germaanse stammen
De Germaanse Vandalen en mogelijk ook de Sueven, staken samen met de Iraanse Alanen in 405 of 406 de Rijn over, op weg naar het zuiden. De Vandalen trokken plunderend door Gallië en staken in de herfst van 409 de Pyreneeën over. Onder de druk van de Visigoten trokken ze steeds verder zuidwaarts. In 429 staken ze over naar Marokko en uiteindelijk stichtten ze een koninkrijk in Noord-Afrika met als centrum Carthago. Hier bouwden ze snel een vloot op en specialiseerden zich in piraterij en bijna een eeuw lang waren de Vandalen de schrik van de Middellandse Zee. In 455 plunderden ze zelfs Rome. Uiteindelijk in 533 werden ze verslagen door de Oost-Romeinse veldheer Belisarius. De Sueven rukten gedeeltelijk met de Vandalen op, en vestigden zich in Noordwest-Spanje, waar ze later verslagen werden door de Visigoten.

## Hunnen
De Hunnen waren Aziatische nomaden die met hun superieure militaire tactieken en wreedheid angst inboezemden bij de Europese bevolking. Op het hoogtepunt van hun macht beheersten ze een uitgestrekt rijk in Europa: van de Oeral tot de Rijn. In 450 vielen ze onder leiding van Attila Gallië binnen. In 451 verloren ze de Slag op de Catalaunische Velden (in de buurt van Châlons-en-Champagne) tegen een leger van Germanen en Romeinen dat geleid werd door een van de laatste Romeinse generaals van betekenis: Flavius Aëtius. Daarna viel hun rijk in enkele jaren uit elkaar.

## Keltische volken
Vanuit Ierland trokken de Gael het westen van Schotland binnen, waar ze het koninkrijk Dalriada stichtten, van waaruit ze uiteindelijk heel Schotland zouden veroveren. In Latijnse teksten uit die periode worden deze invallers Scotti genoemd, vandaar Schotland. Ook in het zuidwesten van Wales stichtten ze kolonies.
De Bretons trokken na de verovering van Brittania door de Angelsaksen naar het vasteland, waar ze de Galliërs van Armorica onderwierpen en een aantal koninkrijken stichtten.

## Slavische volken
Rond het begin van de 6e eeuw begint de Slavische migratie uit het gebied van het huidige Oekraïne en Wit-Rusland naar Centraal-Europa. In de archeologie is deze zichtbaar als de Praag-Kortsjakcultuur. Volgens (latere) kronieken zou het hier gaan om volken als de Ljachen en Horvaten.